# تفجير كابل نوفمبر 2016
تفجير كابل نوفمبر 2016 يشير إلى تفجير انتحاري وقع في يوم الاثنين 21 نوفمبر 2016 في مسجد «باقر العلوم» الشيعي في كابل خلال إحياء ذكرى أربعين الإمام الحسين. أدى الانفجار إلى مقتل ما لا يقل عن 32 شخصًا وأصابة أكثر من 50 آخرين، بينهم العديد من النساء والأطفال. أعلن تنظيم الدولة الإسلامية في ولاية خراسان مسؤوليته عن الهجوم.

## الهجوم
في نوفمبر 2016 حوالي الساعة 12:30 مساء (بالتوقيت المحلي) فجر مهاجم انتحاري سترته الناسفة داخل مسجد باقر العلوم في غرب العاصمة الأفغانية كابل، متعمدا استهداف الشيعيين خلال إحياء ذكرى أربعين الإمام الحسين. وقد أسفر الهجوم عن مقتل ما لا يقل عن 32 شخصًا وأصابة أكثر من 50 آخرين. وقد كان هناك العديد من الأطفال والنساء ضمن الضحايا. كما خلف الانفجار أضرارا جسيمة في المبنى.

## المسؤولية
أعلنت وكالة «أعماق» الذراع الإعلامي لتنظيم داعش على شبكة الإنترنت، مسؤولية التنظيم عن الهجوم. وقد استهدف داعش مرارًا وتكرارًا المسلمين الشيعة على مدار السنوات القليلة الماضية.

## ردود الفعل

### المحلية
أفغانستان
أدان الرئيس الأفغاني أشرف غاني بشدة الهجوم معلناً ان الهجوم على المسجد جريمة لا تُغتفر وهي جريمة كبرى ارتكبها أعداء البلد. وأضاف أيضاً أن الهجمات على المواقع المقدسة والدينية هي علامة على عداء واضح تجاه الإسلام والشعب الأفغاني.

### الهيئات فوق الوطنية
الناتو قال الجنرال جون دبليو نيكلسون قائد بعثة "الدعم الثابت" في بيان:"نقدم تعازينا لأسر القتلى والمصابين في الهجوم، من الرجال والنساء والأطفال الذين كانوا أبرياء. ونحن سنواصل الوقوف مع شركائنا الأفغان ونبذل قصارى جهدنا لضمان أمن واستقرار أفغانستان.
 الأمم المتحدة وصفت بيرنيل كارديل، نائبة الممثل الخاص للأمين العام للأمم المتحدة لأفغانستان هذا الهجوم المروع على المصلين بأنه عمل وحشي، وقالت: «تعرب بعثة الأمم المتحدة عن الاستياء إزاء جهد المتطرفين لإذكاء العنف الطائفي في أفغانستان». مضيفة: «التسامح الديني والعرقي هما من القيم التي يتمسك بها الشعب الأفغاني، وأنا أحث السلطات الأفغانية على بذل أقصى جهد ممكن للدفاع عن الأفغان من أتباع جميع الأديان.»